# Albert Richter
Pour les articles homonymes, voir Richter.
Albert Richter connu aussi comme Teddy Richter, né à Cologne le 14 octobre 1912 et mort en 1940, est un coureur cycliste allemand, spécialiste des épreuves de vitesse. Il est l'un des plus grands coureurs cyclistes sur piste de l'entre-deux-guerres.
Champion du monde de vitesse amateur, et 7 fois champion d'Allemagne de vitesse de 1933 à 1939, il est entraîné par Ernst Berliner qui doit émigrer après l'aryanisation des clubs sportifs.
Opposé au nazisme, Richter ne renonce pas à son entraîneur juif, refuse de faire le salut nazi ou de porter le maillot à croix gammée lors des manifestations sportives en Allemagne.
Il est arrêté par la Gestapo le 31 décembre 1939 alors qu'il quitte l'Allemagne pour se réfugier en Suisse, se sentant menacé. On découvre 12 000 marks en billets sur lui, cachés dans les roues de son vélo. Trois jours plus tard, le 3 janvier 1940, la Gestapo annonce sa mort, la cause officielle de son décès, peu crédible, est le suicide par pendaison. Le Frankfurter Allgemeine Zeitung le qualifiait « d'athlète qui est décédé à un moment criminel en raison de sa manière intransigeante et de son courage civil ».
Aujourd'hui un vélodrome porte son nom, à Cologne.

## Biographie

### Jeunesse et début de carrière
Né en 1912, Albert Richter, surnommé par ses amis « Teddy », grandit au 72 Sömmeringstraße dans le quartier d'Ehrenfeld à Cologne. Il fait partie d'une fratrie de trois frères, tous musiciens de talent. Charles joue du saxophone, Josef de la clarinette et Albert du violon.
Albert travaille avec son père et son frère Charles dans l'entreprise familiale qui fabrique des figurines en plâtre, bien que certaines sources affirment qu'il était plâtrier. Il se retrouve souvent sans emploi durant la Grande Dépression. Il utilise son temps libre à s'entraîner sur le vélodrome de Cologne. Cologne est connue en Allemagne, dans les premières années du XXe siècle, pour ses courses de vélo, et en particulier les courses sur piste qui sont alors très populaires auprès du public. Contre la volonté expresse de son père,, Albert Richter s'entraîne et court en cachette ses premières courses sur route et sur piste à 16 ans. Son père le découvre lorsqu'Albert se casse la clavicule. Son talent, cependant, attire l'attention de Ernst Berliner, un ancien champion cycliste qui dirige une entreprise de meubles dans la ville et qui est également entraineur réputé. Berliner est juif et son entreprise est régulièrement saccagée par les Sturmabteilung.
En 1932, après avoir remporté le Grand Prix de Paris amateurs, Richter espère être sélectionné pour les Jeux olympiques de Los Angeles. Malheureusement pour lui, la Fédération allemande de cyclisme, en cette période difficile n'a pas les moyens de lui payer le voyage et les frais. Les coureurs allemands, faute de pouvoir disputer les Jeux olympiques, axent leur préparation sur les championnats du monde de Rome de septembre. Malgré une mauvaise chute lors des championnats d'Allemagne en juillet, Richter remporte le championnat amateur du monde de vitesse. Il devient le deuxième cycliste originaire de Cologne à s'imposer dans l'épreuve après la victoire de Mathias Engel, qui avait remporté ce titre en 1927 à domicile. Il est accueilli avec enthousiasme à Cologne.

### Carrière professionnelle
Il devient professionnel et Berliner l'envoie vivre à Paris, la capitale européenne du cyclisme sur piste de l'époque. Agnès Granjon ajoute dans sa courte biographie :
« Il y a des courses tout au long de l'année sur les quatre vélodromes parisiens. Albert Richter apprend le français en fréquentant les cinémas et, après des débuts difficiles, triomphe au Vélodrome d'Hiver, le Saint des saints, en remportant le Prix du sprinter étranger. En quelques mois, il devient l'idole du public qui apprécie son style fluide et puissant et le surnomme « la 8-cylindres allemande »,, une référence aux puissants moteurs de voitures de l'époque. »
Richter vit à Paris et passe plus de temps à l'étranger qu'en Allemagne. Il était ouvertement opposé à la montée en puissance d'Adolf Hitler et du parti National-socialisme. Sepp Dinkelkamp (de), un sprinteur suisse, raconte : « Je dis avec confiance qu'Albert était un anti-nazi. S'il avait suivi les nazis, cela aurait certainement été beaucoup plus facile pour lui, et à son avantage. Mais Albert a choisi une autre voie. »
Richter fait partie d'une équipe de sprinteurs en tournée avec Jef Scherens et Louis Gérardin. Il refuse de porter le maillot allemand avec une croix gammée lorsqu'il court, préférant le style ancien avec l'aigle,. Il termine sur le podium de chaque championnat du monde de vitesse entre 1933 et 1939, sans toutefois accéder à la plus haute marche. Scherens remporte le championnat du monde chaque année de 1932 à 1937. Richter prend la troisième place en 1933 derrière lui et Lucien Michard. Les deux années suivantes, Scherens, Richter et Gérardin terminent dans cet ordre. En 1936, Richter et Gérardin échangent leur classement. En 1937 et 1938, il termine de nouveau troisième.

### Sous observation

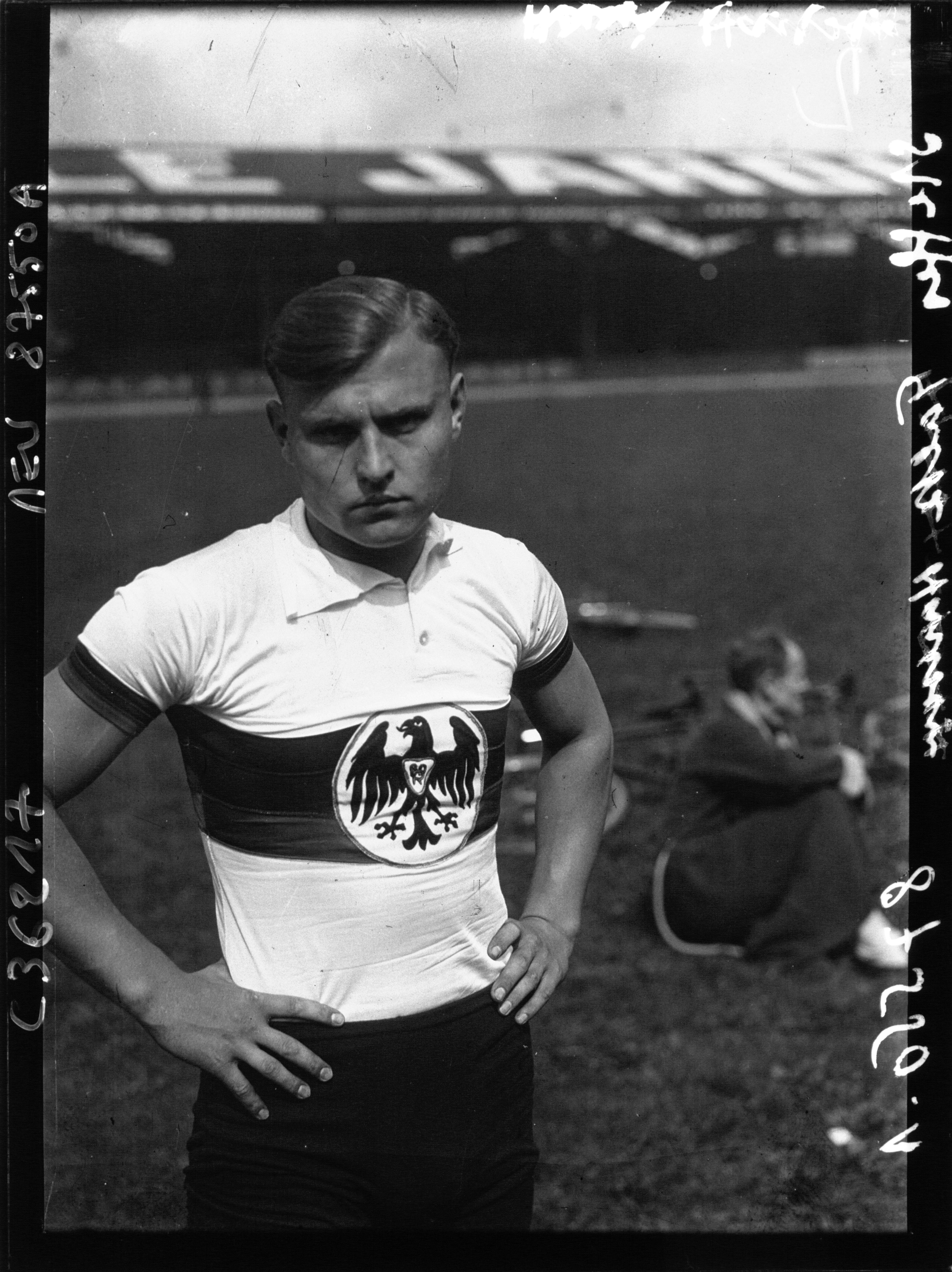
Peter Steffes, l'un des adversaires de Richter.

Deux coureurs que Richter bat régulièrement Werner Miethe et Peter Steffes qui vont jouer un rôle important dans sa mort. Lon Pullen révèle :
« Miethe est déjà engagé dans un travail d'espionnage au nom du Reich, lui et Steffes sont également plus tard impliqués dans le commerce d'objets de valeur pris à des Juifs français victimes du pogrom nazi. En septembre 1937, l’entraîneur de Richter,  Ernst Berliner (de), est informé par un ami de son arrestation imminente par la Gestapo. Il parvient à fuir l'Allemagne avec sa famille et rejoint les Pays-Bas... Même Richter comprend que sa survie ne devient possible que s'il quitte le pays. »
Pendant un certain temps, Richter reste en Allemagne et fait à l'occasion des saluts nazis, mais il refuse d'espionner au cours de ses voyages à l'étranger. Il remporte la médaille de bronze aux championnats du monde de Milan en 1939. le match pour la médaille d'or se joue entre Jef Scherens et Arie Van Vliet. Soudain, on apprend l'invasion de la Pologne par l'Allemagne. La compétition est interrompue. Plus tard, il refuse de combattre : « Je ne peux pas devenir soldat. Je ne peux pas tirer sur des Français, ce sont mes amis ! ». Au lieu de cela, il s'enfuit en Suisse après une victoire lors du Grand Prix de Berlin le 9 décembre. Richter a beaucoup d'amis en Suisse dont la famille Suter et une famille qui possède un hôtel à Engelberg.
Il appelle Berliner, qui lui interdit de retourner en Allemagne. Contre l'avis de Berliner, il se rend à Berlin et remporte le grand prix, sa dernière victoire. Après celle-ci, il emporte avec lui une valise où est cachée une importante somme d'argent destinée à un ami juif réfugié à l’étranger. Il s'agit d'un homme d'affaires juif originaire de Cologne nommé Schweizer.

### Décès mystérieux

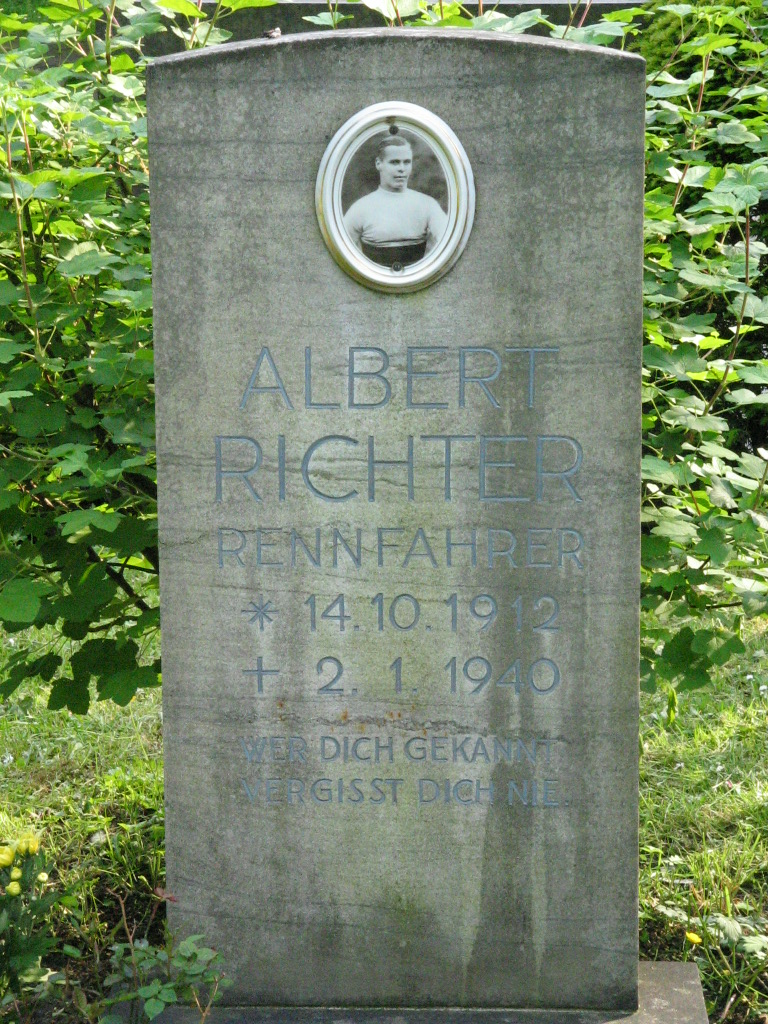
Tombe d'Albert Richter.

Le 31 décembre 1939, il prend le train pour rentrer en Suisse. Il arrive en Suisse à Weil am Rhein, qui est la station sur la frontière germano-suisse. C'est à cet endroit que la machine à vapeur allemande est remplacée par une locomotive électrique suisse. Les contrôles à la sortie d'Allemagne et les contrôles pour entrer en Suisse s'effectuent au même endroit.
Deux sprinteurs néerlandais, Cor Wals et Kees Pellenaars, qui deviendra plus tard, manager de l'équipe des Pays-Bas sur le Tour de France se trouvent dans le train depuis Amsterdam. Ils racontent au journal belge, le Het Volk que les soldats allemands marchant dans la neige sur le quai de la gare, bien informés, sont allés directement au compartiment de Richter. La porte s'ouvrit et Richter est tombé inconscient du train. Les Allemands ont alors sorti le vélo - sans s'intéresser à la valise de Richter - et ont directement ouvert les pneus. À l'intérieur, ils découvrent les 12 700 marks cachés.
Richter, toujours inconscient, est emmené le long du quai, les jambes traînant derrière lui. En dehors de la station, selon des témoins, Richter est chargé sur un camion et emmené à Lorrach, site d'un camp "de correction".
Richter était un champion populaire. Son enlèvement avait plusieurs témoins. Les Allemands ont insisté pour dire qu'il était mort en faisant du ski. Mais Richter était encore en Allemagne. La déclaration officielle suivante était qu'il avait été battu à mort par des trafiquants rivaux. Plus tard, les Allemands prétendront qu'il s'était pendu dans sa cellule de honte. Une autre version prétend qu'ayant eu le choix entre le suicide et le peloton d'exécution, il s'était lui-même tiré une balle dans la tête. Les Allemands avaient alors déclaré qu'il était mort sur le front de l'Est.
Lorsque l'un de ses frères demande à le voir le 2 janvier, on lui montre le cadavre de Richter à la morgue de l'hôpital ou, selon certains rapports, affalé dans une cellule. Son corps est recouvert de sang et son costume plein de trous. Berliner essayera d'apprendre la vérité après la guerre, mais en vain. Sa mort n'a pas été officiellement enregistrée. La Fédération allemande de cyclisme déclare que : « Son nom a été effacé de nos rangs, de nos mémoires, pour toujours. ».

## Comment la Gestapo savait?
Il n'a jamais été déterminé comment la Gestapo apprit que non seulement Richter avait prévu de faire passer de l'argent, mais également quand il le ferait et où il le cacherait. Wals et Pellenaers ont déclaré que les agents n'étaient pas intéressés par autre chose que les pneus de la moto. La rumeur est qu'ils ont été informés par Steffes ou Miethe. Miethe était un informateur professionnel. Ils étaient reliés à Richter par son manager, Berliner. Berliner avait fait entrer clandestinement de l'argent et Miethe et Steffes l'avait découvert. L'historien français, Pierre Chany, pense que c'était Richter qui faisait de la contrebande. Miethe ou Steffes voulaient voir Berliner et c'est pourquoi Berliner et sa famille ont fui vers les Pays-Bas. Berliner et Richter sont restés en contact. Miethe et Steffes le savaient. Richter semblait avoir confiance en Steffes et pourrait même lui avoir parlé de l'argent. Lon Pullen raconte :
« Le film de télévision allemand consacré à Richter [voir ci-dessous] comprenait une entrevue avec Peter Steffes et sa femme, âgés de plus de 80 ans. L'attitude de Steffes devant les caméras ne laisse aucun doute dans l'esprit des téléspectateurs que sa conscience n'était pas claire sur la question ... La théorie la plus couramment admise est que Viktor Brack, agissant sur des informations de Miethe ou Steffes, avait donné l'ordre de l'arrestation et de l'exécution du plus grand cycliste sur piste allemand. »
« Cette théorie a été confirmée par Gottfried Hürtgen, un allemand vivant en Argentine et par Karl Altenburger (it), un industriel allemand dont le nom est devenu connu dans l'après-guerre pour ses vitesses et ses freins. Sous la menace de nazis vivant en Argentine, Huertgen a, par la suite, retiré cette déclaration. »

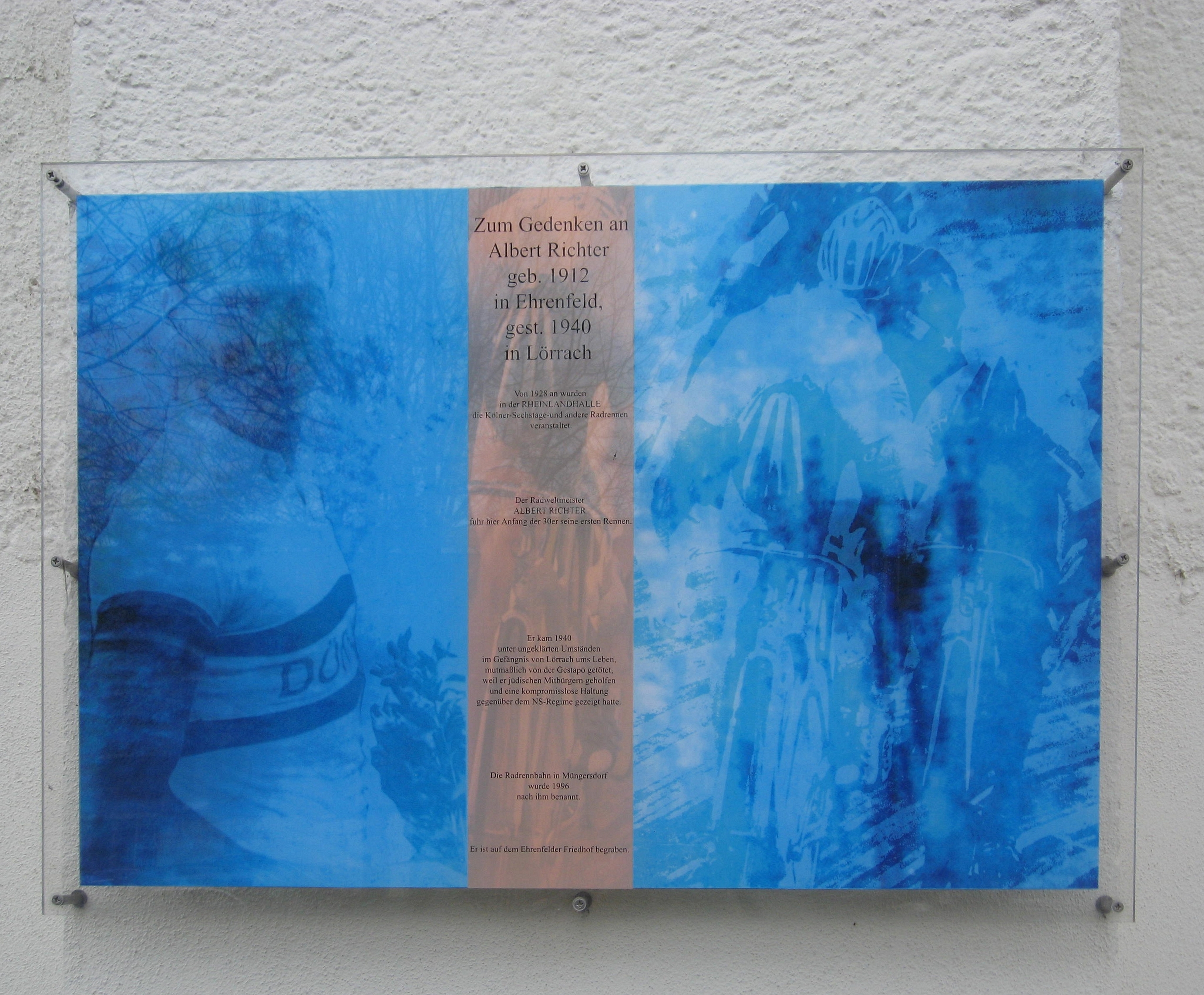
Plaque commémorative au Rheinlandhalle de Cologne.

Dans le documentaire, réalisé par Raimund Weber et le cameraman Tillmann Scholl en 1990, Auf der Suche nach Albert Richter, l'épouse de Steffes, lors d'une question posée à son mari, a appelé Berliner « ein Schweinehund », qui se traduit par « un bâtard ».
Quant à Viktor Brack, il ne pouvait répondre aux questions. Il a été pendu pour crimes de guerre à Nuremberg en 1948.

## Reconnaissance à titre posthume

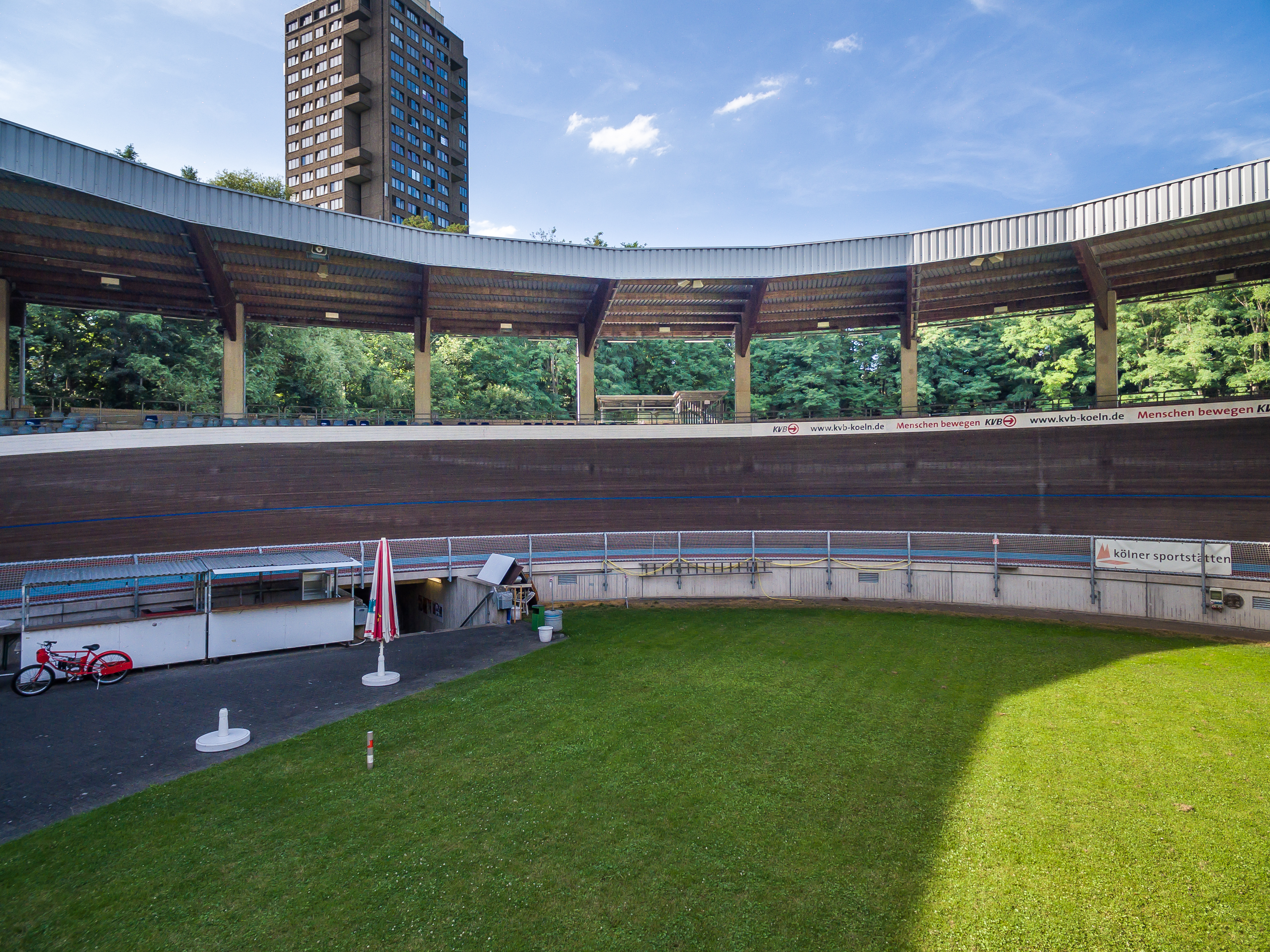
Le vélodrome Albert Richter à Cologne (2017).

Richter est enterré au cimetière Melaten-Friedhof. En 1977, le nouveau vélodrome de Cologne est nommé en son honneur Vélodrome Albert Richter,,. Berliner a survécu à la guerre et a émigré aux États-Unis.
En 2008, Albert Richter a été intronisé au « Hall of Fame des deutschen Sports », le panthéon du sport allemand.

## Palmarès

### Championnats du monde
- Rome 1932
  -  Champion du monde de vitesse amateurs
- Paris 1933
  -  Médaillé de bronze de la vitesse
- Leipzig 1934
  -  Médaillé d'argent de la vitesse
- Bruxelles 1935
  -  Médaillé d'argent de la vitesse
- Zurich 1936
  -  Médaillé de bronze de la vitesse
- Ordrup 1937
  -  Médaillé de bronze de la vitesse
- Amsterdam 1938
  -  Médaillé de bronze de la vitesse
- Milan 1939
  -  Médaillé de bronze de la vitesse[13]

### Championnats nationaux
- Champion d'Allemagne de vitesse (7) : 1933 à 1939

### Grand Prix
- Grand Prix de Paris 1932 (amateur), 1934, 1938
- Prix de l'Espérance : 1933, 1936
- Grand Prix de l'UCI 1934
- Grand Prix de la République : 1934, 1937
- Grand Prix de Berlin 1939

## Filmographie
En 2005, Gédéon, une société de production de films français, a produit un documentaire de 52 minutes sur le sort de l'athlète, retraçant la carrière personnelle et sportive du coureur pendant la montée du nazisme en Allemagne (première diffusion le 6 juillet 2005, sur ARTE).